# القرانة (بني مليك)

تعديل مصدري - تعديل

القرانة محلة تابعة لقرية الجبال، التابعة لعزلة بني مليك بمديرية مذيخرة إحدى مديريات محافظة إب في الجمهورية اليمنية، بلغ تعداد سكانها 75 حسب تعداد اليمن لعام 2004.